# Deuteros
Deuteros: The Next Millennium ist der Nachfolgetitel des Strategiespiels Millennium 2.2. Das Spiel wurde 1991 von Activision für den Amiga und den Atari ST veröffentlicht. Ian Bird hat das Spiel entwickelt und geschrieben, die Grafiken stammen von Jai Redman und die Musik von Matt Bates.

## Überblick
Das Spiel startet etwa 800 Jahre nach Millennium in einer Zeit, in der die Menschheit die Erde wieder bewohnbar gemacht hat, aber die Kenntnisse über die Raumfahrt verloren gegangen sind. Zu Beginn verfügt man nur über die Ressourcen der Erde und einige einfache Konstruktionsmöglichkeiten.
Während das Spiel die Themen Ressourcenmanagement und SciFi von seinem Vorgänger aufgreift, sowie einige Elemente des Interfaces, ist es doch sehr anders strukturiert.
Primär geht es darum, Ressourcen abzubauen und zu verwalten, das Sonnensystem und weiter entfernt liegende Sternensysteme zu erforschen und zu besiedeln. Hierfür kann man drei verschiedene Arten von Teams trainieren: Produzenten, Forscher und Marines (die als Piloten funktionieren). Je länger man seine Teams im Einsatz hat, desto besser werden deren Fähigkeiten und Eigenschaften.
Der Spieler muss sich selbst um die meisten Transporte von Ressourcen zwischen den Planeten und Fabriken mit Raumschiffen und Shuttles kümmern. Im Laufe des Spieles ersetzen und verbessern neue Technologien diesen Prozess.
In den äußeren Regionen des Sonnensystems trifft der Spieler nach kurzer Zeit auf die Methanoiden, eine menschliche Rasse aus dem ersten Spiel. Nach dem Errichten der sechsten Weltraumfabrik erklären die Methanoiden den Krieg und der Spieler muss diese mit Hilfe von neu erfundenen Kampfdrohnen besiegen. Während des Krieges kann man sich nach und nach die fortschrittlichere Technologie der Methanoiden, wie Teleporter, aneignen.
Sobald man die Methanoiden im eigenen Sonnensystem besiegt hat, entdeckt man ein geheimnisvolles außerirdisches Artefakt, welches Teil einer mysteriösen Maschine ist. Zu diesem Zeitpunkt erhält der Spieler auch Zugriff auf einen interstellaren Antrieb der Methanoiden, was den Aktionsradius auf alle benachbarten Sternensysteme ausdehnt.
Zum Gewinn des Spiels muss man 8 Sonnensysteme erobern und 8 Teile der mysteriösen Maschine finden.

## Kritiken
Deuteros erhielt in englischsprachigen Magazinen teilweise herausragende Kritiken. Amiga Format gab 95 %, Amiga Power 89 %, CU Amiga 70 % and Zero gab 92 %.
In deutschen Magazinen schnitt es nicht so gut ab, der Amiga Joker bewertete z. B. nur mit 71 %.